# 人吉警察署
人吉警察署（ひとよしけいさつしょ）は、熊本県警察所管の警察署である。

## 所管区域
- 人吉市
- 球磨郡
  - 球磨村
  - 山江村
  - 五木村
  - 相良村
  - 錦町

## 所在地
- 熊本県人吉市西間下町1014番地
- 国道219号線沿い

## 交番・駐在所
| 名称         | 読み         | 所在地                           |
| ------------ | ------------ | -------------------------------- |
| 二日町交番   | にのまち     | 人吉市二日町52番地1              |
| 中原駐在所   | なかはら     | 人吉市中神町字段219番地9         |
| 大畑駐在所   | おこば       | 人吉市大畑町4028番地             |
| 深水駐在所   | ふかみ       | 球磨郡相良村大字深水1746番地1    |
| 五木駐在所   | いつき       | 球磨郡五木村甲2997番地49         |
| 山江駐在所   | やまえ       | 球磨郡山江村大字山田乙13番地3    |
| 渡駐在所     | わたり       | 球磨郡球磨村大字渡乙1615番地12   |
| 一勝地駐在所 | いっしょうち | 球磨郡球磨村大字一勝地甲106番地3 |
| 錦駐在所     | にしき       | 球磨郡錦町大字西2967番地1        |